# Rio das Flores (livro)
Rio das Flores é o título do segundo romance do escritor português Miguel Sousa Tavares, lançado no final de 2007, pela editora Oficina do Livro.

## Sinopse
Nas suas mais de 600 páginas, a obra descreve a história, de três gerações, de uma família latifundiária alentejana ao longo de trinta anos. Entre o ano de 1915, em Sevilha, e o Vale do Paraíba em 1945, trinta anos da história do Século XX correm ao longo das páginas deste romance, com cenário no Alentejo, Espanha e Brasil. Através da saga dos Ribera Flores, proprietários rurais alentejanos, o leitor é transportados para os anos tumultuosos da primeira metade de um século marcado por ditaduras e confrontos sangrentos, onde o caminho que conduz à liberdade parece demasiado estreito e o preço a pagar demasiado alto. Entre o amor comum à terra que os viu nascer e o apelo pelo novo e desconhecido, entre os amores e desamores de uma vida e o confronto de ideias que os separam, dois irmãos seguem percursos diferentes, cada um deles buscando à sua maneira o lugar da coerência e da felicidade.
Segundo o autor, Rio das Flores resulta de um minucioso e exaustivo trabalho de pesquisa histórica, durante três anos, que serve de pano de fundo a um enredo de amores, paixões, apego à terra e às suas tradições e, simultaneamente, à vontade de mudar a ordem estabelecida das coisas. Três gerações sucedem-se na mesma casa de família, tentando manter imutável o que a terra uniu, no meio da turbulência causada por décadas de paixões e ódios como o mundo nunca havia visto.

## Tiragem
Rio das Flores foi lançado a 29 de Outubro de 2007 com uma tiragem inicial de 100.000 exemplares, o que o coloca na lista dos livros mais vendidos do ano em Portugal.
Foi lançado no Brasil em maio de 2008.